# Anaspida
Los anáspidos (Anaspida) son una clase de vertebrados primitivos sin mandíbulas, de los cuales derivan los vertebrados con mandíbulas (infrafilo Gnathostomata), y fueron clásicamente considerados como los antepasados de las lampreas. Sin embargo los estudios genéticos recientes han demostrado que las lampreas compartieron un antepasado más reciente con los mixinos que con los gnatostomados.
Los anáspidos eran pequeños peces sin mandíbulas marinos con pequeñas escamas, algunos grupos carecían de aletas dorsales. Aparecieron por primera vez a principios del Silúrico y florecieron hasta el Devónico Superior. A finales del Devónico, la mayoría de las especies de este grupo, se fueron extinguiendo debido al cambio climático ocurrido en la extinción masiva del Devónico. Las branquias se abrían como con una fila de agujeros a lo largo del cuerpo del animal, que tenía normalmente de 6 a 15 pares.

## Taxonomía
Según la taxonomía más reciente basada en los trabajos de Mikko's Phylogeny Archive, Nelson, Grande y Wilson 2016, y van der Laan 2018, la sistemática de Anaspida se vería así:
- Clase Anaspida†Janvier 1996 no Williston 1917
  - Orden Endeiolepidiformes† Berg 1940
    - Familia Endeiolepididae† Stensiö 1939 corrig.
      - Género Endeiolepis† Stensiö 1939

  - Orden Birkeniiformes† Berg 1940
    - Género Cowielepis† Blom 2008
    - Género Hoburgilepis† Blom, Märss & Miller 2002
    - Género Kerreralepis† Blom 2012
    - Género Maurylepis† Blom, Märss y Miller 2002
    - Género Rytidolepis† Pander 1856
    - Género Schidiosteus† Pander 1856
    - Género Silmalepis† Blom, Märss & Miller 2002
    - Género Vesikulepis† Blom, Märss & Miller 2002
    - Familia Pharyngolepididae† Kiær 1924 corrig.
      - Género Pharyngolepis† Kiaer 1911

    - Familia Pterygolepididae† Obručhev 1964 corrig.
      - Género Pterygolepis† Cossmann 1920

    - Familia Rhyncholepididae† Kiær 1924 corrig.
      - Género Rhyncholepis† Kiær 1911 no Miquel 1843 no Nuttall 1841

    - Familia Tahulalepididae† Blom, Märss & Miller 2002
      - Género Tahulalepis† Blom, Märss & Miller 2002
      - Género Trimpleylepis† Miller, Märss y Blom 2004

    - Familia Lasaniidae† Goodrich 1909
      - Género Lasanius† Traquair 1898

    - Familia Ramsaasalepididae† Blom, Märss & Miller 2003
      - Género Ramsaasalepis† Blom, Märss & Miller 2003

    - Familia Birkeniidae† Traquair 1899
      - Género Vilkitskilepis?† Märss 2002
      - Género Ctenopleuron† Matthew 1907
      - Género Hoburgilepis†[8] Robertson 1945
      - Género Birkenia† Traquair 1898

    - Familia Septentrioniidae† Blom, Märss & Miller 2002
      - Género Liivilepis† Blom, Märss & Miller 2002
      - Género Manbrookia† Blom, Märss & Miller 2002
      - Género Ruhnulepis† Blom, Märss & Miller 2002
      - Género Spokoinolepis† Blom, Märss & Miller 2002
      - Género Septentrionia† Blom, Märss & Miller 2002